# 前452年
| 千纪： | 前1千纪 |
| 世纪： | 前6世纪 \| 前5世纪 \| 前4世纪 |
| 年代： | 前480年代 \| 前470年代 \| 前460年代 \| 前450年代 \| 前440年代 \| 前430年代 \| 前420年代                                                                                                 |
| 年份： | 前457年 \| 前456年 \| 前455年 \| 前454年 \| 前453年 \| 前452年 \| 前451年 \| 前450年 \| 前449年 \| 前448年 \| 前447年                                                                   |
| 纪年： | 周貞定王十七年 魯悼公十六年 齊宣公四年 晋出公二十三年 趙襄子二十四年 秦厉共公二十五年 楚惠王三十七年 宋昭公十七年 衛敬公十三年 蔡元侯五年 鄭共公三年 燕成公三年 越王不壽六年 杞出公九年 |

## 大事記
- 晋国大夫知氏殘餘知開逃奔秦国。
- 晋出公讨伐韩赵魏三卿，将此事转告齐国、鲁国两国，却被三卿攻伐，晋出公被迫出走，逃亡齐国，死于途中。三卿立昭公曾孙骄为晋哀公。

## 逝世
- 晉出公